# Sex and Violence
Az Sex and Violence az Odaát című televíziós sorozat negyedik évadjának tizennegyedik epizódja.

## Cselekmény
Az iowai Bedfordban két hónap alatt három férfi is meggyilkolja a feleségét ugyanolyan, húsklopfolós-szerű módon. A gyilkosságok feltűnnek a Winchester fivéreknek, így "ügyvédként" a helyszínre utaznak, hogy beszélhessenek az ítéletére váró férjjel, Adam Bensonnal, aki hosszas faggatás után elárulja, hogy a gyilkosság előtt többször találkozott egy Jasmine nevű sztriptíztáncosnővel, akinek kérésére tette meg azt, amit tett.
Miután újabb hasonló gyilkosság történik, a tanácstalan Dean és Sam a jó öreg Bobby segítségét kérik, aki nem sok időn belül megállapítja, hogy az ügy hátterében egy szirén áll, az csábítja el az embereket. A férfi megkéri a fiúkat, legyenek óvatosan, ugyanis eme szörnyeteget nem tudni, hogyan lehet elpusztítani, ám a görög mitológia szerint vissza kell belé juttatni azt a bizonyos anyagot, amivel az megfertőzi áldozatait.
Deanék tovább kutakodnak, hogy megtalálják a szirént, ám meglepő módon egy FBI ügynökbe, Nick Monroe-ba botlanak. A fivérek majdnem lebuknak, ám Bobby egy telefonhívással kimenti őket a slamasztikából. Míg Dean egészen jól összebarátkozik Nickkel -akinek ízlése különösen hasonlít Deanéhez-, Sam összejön az egyik helyi doktornővel, akit Dean később magának a szirénnek gondol.
A fiú azonban csalódik ösztönében, a lény ugyanis maga Nick, aki ezután elfogja mindkét Winchestert, megfertőzi, majd egymás ellen uszítja őket. A két srác hosszas szidalmazás után egymásnak esik, végül Dean egy baltával akarja megadni öccsének a kegyelemdöfést. Hirtelen azonban feltűnik Bobby, megvágja Deant, majd a fiú fertőzött vérét tartalmazó tőrrel megöli a szirént, megszakítva ezzel a "varázst".
A történtek után Bobby magukra hagyja a fiúkat, akik közlik egymással, nem gondolták komolyan, amit az összecsapásuk előtt vágtak egymás fejéhez, majd autóba ülve, ismét tovább indulnak...

## Természetfeletti lények

### Szirén
A szirének a görög mitológiából származó lények, melyek a mitológia szerint olyan szépséges szárnyas nők, akik tengerészeket csábítottak el lakatlan szigetekre, majd kegyetlenül végeztek velük. A szirének ennek ellenére azonban képesek mindkét nem alakját magukra ölteni, valamiféle -oxitocinszerű- testi folyadékkal  olvasni az emberek gondolatába, illetve elcsábítani azokat, hogy azok aztán vaktában kövessék eme gonosztevő akaratait. Megölni őket csupán egyféle módon lehet: vissza kell beléjük juttatni azt a testnedvet, mellyel ők áldozataikat megfertőzték.

## Időpontok és helyszínek
- 2009. januárja/februárja – Bedford, Iowa

## Zenék
- White Zombie – Thunder Kiss '65

- Brian Tichy – Steal the World

## Külső hivatkozások
- Supernatural-Sex and Violence az Internet Movie Database oldalon (angolul)